# Monségur (Landes)
Monségur è un comune francese di 387 abitanti situato nel dipartimento delle Landes nella regione della Nuova Aquitania.

## Società

### Evoluzione demografica
Abitanti censiti